# Ginger Johnson
Ginger Johnson (26 de septiembre de 1988), nombre artístico de Donald Marshall, es una drag queen inglesa y ganadora de la quinta temporada de RuPaul's Drag Race UK.

## Biografía
Ginger Johnson nació en Lanchester, condado de Durham, a finales de los años 1980. Comenzó a hacer drag a finales de la década de 2000 y en 2014 se unió a Sink the Pink y escribió, dirigió y coprodujo varias de sus producciones teatrales, entre ellas: Down the Rabbit Hole, The Queen's Head (para Selfridges), How to Catch a Krampus y Escape from Planet Trash. Ginger Johnson también actúa y organiza varios eventos de clubs. En 2020, copresentó el programa de en línea ¡Wakey! junto al concursante de Love Island, Chris Taylor.
En 2023, Ginger Johnson se convirtió en la ganadora de la quinta temporada de RuPaul's Drag Race UK. Se ha descrito a sí misma como "un globo de helio con forma de mujer" y su estilo de vida como "tonto" y "camp". Durante su tiempo en el programa impersonó a Barbara Cartland para el desafío del Snatch Game.

## Discografía

### Sencillos
| Año  | Título                                                                                       | Álbum                                       |
| ---- | -------------------------------------------------------------------------------------------- | ------------------------------------------- |
| 2023 | Don't Ick My Yum (The M-52s Version) (RuPaul feat. Banksie, Kate Butch, y Miss Naomi Carter) | —                                           |
| 2023 | Pant-Oh She Better Don't: The Rusical                                                        | Pant-Oh She Better Don't: The Rusical Album |

## Filmografía

### Televisión
| Año  | Título                               | Papel      | Notas    | Ref.   |
| ---- | ------------------------------------ | ---------- | -------- | ------ |
| 2023 | RuPaul's Drag Race UK (5ª temporada) | Ella misma | Ganadora | [ 17 ] |
| 2023 | Lorraine                             | Ella misma | Invitada | [ 18 ] |

| Predecesora: Danny Beard | Ganadora de RuPaul's Drag Race UK 2023 | Sucesora: - |